# Conducto tirogloso
El conducto tirogloso es una estructura anatómica del cuello que se forma durante el desarrollo embrionario por una evaginación de la lengua primitiva que emigra hacia la zona anterior de la región cervical para formar la glándula tiroides. El conducto tirogloso  parte del foramen caecum en el punto donde se une el tercio posterior y los 2/3 anteriores de la lengua y termina en la glándula tiroides.
Normalmente el conducto desaparece a lo largo del desarrollo del embrión, cuando el tiroides ocupa su posición definitiva en el cuello.  La persistencia de restos de esta estructura en el adulto se llama conducto tirogloso persistente y puede originar la formación de un quiste que se conocen como quiste tirogloso. El quiste tirogloso se manifiesta como un pequeño bulto móvil en la porción central y anterior del cuello de un niño. A veces ocasiona molestias al paciente, especialmente si se infecta, precisando una intervención quirúrgica para su extirpación.